# Ryquell Armstead
Ryquell Keeman Armstead (* 30. Oktober 1996 in Bridgeton, New Jersey) ist ein US-amerikanischer American-Football-Spieler auf der Position des Runningbacks. Zuletzt spielte er für die Jacksonville Jaguars in der National Football League (NFL).

## Frühe Jahre
Armstead ging in Millville, New Jersey, auf die Highschool. Später besuchte er die Temple University, wo er für die Temple Owls spielte. 2018 erzielte er in seinem letzten Jahr auf dem College 1.098 Yards und 13 Touchdowns.

## NFL

### Jacksonville Jaguars
Armstead wurde im NFL Draft 2019 in der fünften Runde an 140. Stelle von den Jacksonville Jaguars ausgewählt. Seinen ersten Touchdown erzielte er am 29. September 2019 im Spiel gegen die Denver Broncos, als er einen Pass von Quarterback Gardner Minshew fing.
Noch vor der Saison 2020, am 2. August 2020, wurde er auf die Reserve/COVID-19-Liste gesetzt. Am 20. August wurde er wieder in den Kader berufen, jedoch am 4. September 2020 erneut auf die COVID-19-Liste verschoben. Später wurde bekannt, dass Armstead zwei Mal wegen starker Atembeschwerden auf Grund einer SARS-CoV-2-Infektion ins Krankenhaus eingeliefert wurde, woraufhin er die NFL-Saison verpassen musste.
Am 17. Mai 2021 wurde er von den Jaguars entlassen.

### New York Giants
Am 18. Mai 2021 wurde Armstead von den New York Giants über die Waiver-Liste aufgenommen. Am 24. Juni 2021 wurde er wieder entlassen.

### New Orleans Saints
Am 6. Oktober 2021 wurde er von den New Orleans Saints in den Practice Squad aufgenommen. Am 28. Oktober 2021 wurde er wieder entlassen.

### Green Bay Packers
Am 3. November 2021 wurde er in den Practice Squad von den Green Bay Packers aufgenommen.

### Rückkehr zu den Jaguars
Am 22. Dezember 2021 nahmen die Jacksonville Jaguars Armstead für ihren aktiven Kader unter Vertrag, nachdem sie Carlos Hyde auf die Injured Reserve List gesetzt hatten. Am 29. August 2022 wurde er im Rahmen der Kaderverkleinerung auf 53 Spieler von den Jaguars entlassen.

### XFL und CFL
2022 spielte Armstead eine Saison für die DC Defenders in der XFL. Ein Jahr später wechselte er zu den Ottawa Redblacks in die Canadian Football League. seit 2024 spielt er hier für die Saskatchewan Roughriders.